# Hans Gross (Politiker)
Hans Gross (* 23. Juni 1930 in Graz; † 19. November 1992) war ein österreichischer Politiker der SPÖ.

## Politik
Gross stieg als Landtagsabgeordneter von 7. April 1965 bis 21. Oktober 1981 in die steirische Politik ein. Von 21. Oktober 1975 bis 4. Juli 1980 übte er zudem das Amt des 2. Landtagspräsidenten aus und vom 4. Juli 1980 bis 3. April 1990 war Gross Landeshauptmann-Stellvertreter der Steiermark.

## Auszeichnungen
- 1983: Ehrenring der Stadt Liezen
- 1990: Großes Goldenes Ehrenzeichen mit dem Stern für Verdienste um die Republik Österreich[2]
- Ehrenring des Landes Steiermark
- Großes Goldenes Ehrenzeichen des Landes Steiermark
- Ehrenbürger von Admont
- Ehrenbürger von Fohnsdorf
- Ehrenbürger von Hohentauern
- Ehrenbürger von Preding